# Varvara Arsenyeva
Varvara Arsenyeva, död 1730, var en rysk adelskvinna.
Hon var hovdam åt Katarina I. Hon hade under en tid ett förhållande med Peter den store. 